# Shakugan no Shana
Shakugan no Shana (灼眼のシャナ, litt. Shana aux yeux de braises ou "Shana aux yeux brûlants") est une série de light novels qui s'est vu adaptée aux formats manga (février 2005), anime (octobre 2005), OAV (décembre 2006), film (avril 2007) et jeux vidéo (PS2 et NDS). Une troisième saison de l'anime a été diffusée octobre 2011 comme annoncé par les studios J.C.Staff. Un second manga est également prépublié depuis le 19 septembre 2007, qui reprend les événements du tome 10 du light novel.

## Synopsis
Un jeune lycéen, Yûji Sakai, voit le monde se figer autour de lui, il est dans un fuzetsu alors qu'il rentrait tranquillement de l'école. Apparaissent alors deux monstres dévorant les gens, comme suspendus dans le temps, autour de Yûji. Alors que le monstre s'intéresse à cet humain qui peut encore se déplacer, une jeune fille à l'aura de feu, une Flame haze, apparaît et tranche le Rinne, ainsi que Yûji. La fille lui explique alors qu'il est déjà mort depuis longtemps et a été remplacé par une Torche, une âme temporaire de substitution. L'amie qui l'accompagnait, Yukari Hirai, se révèle avoir été remplacée par une torche à la fin de ce combat. Celle-ci sombre peu à peu dans l'oubli collectif puis disparaît au bout de quelques jours, Shana ayant assisté à son évaporation récupéra un peu de sa flamme et prit sa place dans le monde des humains, depuis ses camarades de classe l'appellent Hirai sans avoir remarqué quelques différences avec la précédente Hirai. Paradoxalement, l'existence de Yûji persiste. Shana, la Flame haze, doit alors veiller sur lui malgré son ennui car il s'agit d'un Mystes, renfermant un pouvoir puissant, un Hôgu du nom de Reiji Maigo, lui permettant de rallumer sa torche tous les soirs à minuit (heure du Japon), de ce fait, son intégration à la classe de Yûji l'aide fortement à être à ses côtés en permanence, elle se révèle également très intelligente et terrorise certains de ses professeurs. Yûji, désormais certain de ne plus disparaître, décide de l'aider activement dans sa lutte contre les Tomogara de Guze, seigneurs d'un monde parallèle dont une partie utilise la force d'existence des humains pour gagner en pouvoir.

## Univers

### Personnages
Shana (シャナ) / la guerrière aux cheveux de feu et aux yeux de braises (「炎髪灼眼の討ち手」, Enpatsu Shakugan no Uchite)Doublé par : Rie Kugimiya (VO)
C'est l'héroïne de la série.
À l'origine c'est une Flame Haze dépourvue de nom et c'est Yûji qui, ne sachant pas comment l'appeler, la nommera Shana.
Elle est en communication permanente avec un des rois de la dimension pourpre, Alastor, par l'intermédiaire d'un Cocyte (object de communication entre le roi et la flame haze, un pendentif chez Shana) qu'elle porte autour du cou.
Lorsqu'elle endosse son rôle de Flame Haze et sort son katana, Nietono no Shana (贄殿遮那), de son yobasa (manteau), ses cheveux châtains prennent une teinte flamme (rouge orangée). Elle est d'une petite taille, 1,41 m, et jeune, son apparence lui donnerait environ 11-12 ans.
Elle a remplacé une camarade de classe de Yûji et se fait appeler Hirai Yukari par ses camarades.
On sait qu'elle aime beaucoup le pain melon et que cela la rend de bonne humeur. Elle tombe amoureuse de Yûji au fur et à mesure de l'histoire et à chaque fois qu'elle essaye de lui dire, il se passera quelque chose pour l'en empêcher.
Yûji Sakai (坂井 悠二, Sakai Yūji)Doublé par : Satoshi Hino (VO)
Personnage principal avec Shana, il n'est plus un humain car mort mais est devenu une Torche (en théorie condamné à disparaître comme toutes les autres "Torches").
Yûji est une Torche spéciale appelée mystes : un hôgu (objet avec certaines capacité) habitant Yûji lui permettra tout de même de continuer de vivre, c'est un trésor venu de :la dimension guze, le "Reiji Maigo" dont la propriété est de régénérer le total d'énergie perdu par celui qui le possède 1 fois par jour, à minuit (Yûji).
À la troisième saison, on apprend que Yûji a choisi Shana.
Son Hôgu, Reiji Maigo (零時迷子, l'enfant perdu de minuit), a un intérêt certain pour les Tomogara tel Friagne.
Yûji a 15 ans, vit dans la ville de Misaki et vient d'entrer au lycée, il mesure 1,65 m. Il ne remarque même pas que Shana l'aime.
Alastor (アラストール, Arasutōru)Doublé par : Masashi Ebara (VO)
C'est un des rois de guze, il communique en permanence avec Shana par l'intermédiaire du cocytus de cette dernière.
Kazumi Yoshida (吉田 一美, Yoshida Kazumi)Doublé par : Ayako Kawasumi (VO)
Camarade de classe de Yûji et amoureuse de ce dernier mais trop timide pour lui dire, elle rentrera en conflit avec Shana à propos de Yûji.
Elle aidera Khashim dans l'harmonisation de la ville.
Wilhelmina Carmel (ヴィルヘルミナ・カルメル, Viruherumina Karumeru)Doublé par : Shizuka Itō (VO)
Dite la Manipulatrice d'objet, Tutrice de Shana, Flame Haze de la Dame Illusioniste Tiamat, une des rois de Guze, elle a préparé Shana à sa vie de Flame Haze.
Tenmoku Ikko (天目 一個, The One Celestial Eye)Doublé par : Takayuki Sugo (VO)
Mystes le plus mauvais qui existe, un des mystes invincibles qui s'attaque aux Tomogara. Il appelle Shana "Mon maître".
Shiro ()
Squelette animé qui entraîne Shana au combat pendant son apprentissage de Flame Haze. Il se révélera que Shiro est un Tomogara.
Margery Daw (マージョリー・ドー, Mājorī Dō) / l’Interprète des Condoléances (「弔詞の詠み手」, Chōshi no Yomite)Doublé par : Hitomi Nabatame (VO)
Flame Haze appelée Ane-san par ses hommes de mains, deux camarades de classes de Yûji : Tanaka et Satô.
Elle est l'hôte du roi de Guze Marchosias. Ils sont réputés pour être tous les deux belliqueux et hostiles.
Malgré ses divergences avec Shana et Alastor et le combat qui les a opposés, elle aidera Shana dans un épisode pour combattre des Tomogara. Elle est devenue une Flame Haze pour se venger d'un Tomogara (qui est un Hôgu en réalité) appelé l'argenté.
Elle aime l'alcool et frappe le jinki qui maintient son lien avec Marchosias, un grimoire, quand ce dernier lui fait remarquer son penchant.
Matake Ogata (緒方 真竹, Ogata Matake)Doublé par : Yumiko Kobayashi (VO)
C'est une fille dans la classe de Yûji qui ne connait pas l'existence des Torches, des Flames Hazes, etc. Elle est amoureuse de Eita Tanaka.
Eita Tanaka (田中 栄太, Tanaka Eita)Doublé par : Takayuki Kondō (VO)
Un camarade de classe de Yûji. Il aide Margery Daw en la renseignant sur les flux d'énergies de la ville de Misaki grâce au Haridan.
Keisaku Satô (佐藤 啓作, Satō Keisaku)Doublé par : Kenji Nojima (VO)
Ami de Tanaka et de Yûji, il aide également Margery dans sa lutte contre les Tomogara. Il possède une grande maison où loge Margery.
Hayato Ike (池 速人, Ike Hayato)Doublé par : Hirofumi Nojima (VO)
Meilleur ami de Yûji. Il est secrètement amoureux de Yoshida.
Khashim Nbh'w (カムシン・ネブハーウ, Kamushin Nebuhāu) le Chasseur de Serments ()Doublé par : Junko Minagawa (VO)
Flame Haze chargé de l'harmonisation de la ville de Misaki et de résorber la distorsion due aux Torches.
Il est accompagné de son Roi de Guze, Behemoth, l'un des plus puissants.
Khamsin et Behemoth (Sabras aussi) sont appelés papys.
Chigusa Sakai (坂井 千草, Sakai Chigusa)Doublé par : Tomo Sakurai (VO)
Mère de Yûji, elle apporte des conseils sur les sentiments humains à Shana et aime parler avec elle. Elle habite seule avec Yûji, son père habitant et travaillant loin d'eux.
Yukari Hirai (平井 ゆかり, Hirai Yukari)Doublé par : Masumi Asano (VO)
Camarade de classe de Yûji et amoureuse de Ike. Elle meurt quand un Rinne apparaît alors qu'elle était en train de rentrer chez elle.
Quand Hirai disparaît, Shana conserve une partie de sa flamme et l'utilise pour prendre sa place dans le monde mortel.

### Terminologie
- Flame Haze (フレイムヘイズ, Fureimuheizu?)

Combattant chargé d'éliminer les Rinne et les Tomogara afin de maintenir l'équilibre entre les mondes.
- Mystes (ミステス, Misutesu?)

Torches en possession d'un hôgu.
- Pain melon (メロンパン, Meronpan?)

Une pâtisserie originaire du Japon.
- Rinne (燐子, Rinne?)

Larbin des Tomogara, chargé de récolter l'énergie vitale et de l'amener au Tomogara tel des abeilles avec leurs reines. Étant incapable d'assimiler eux-mêmes l'énergie vitale, il leur est vital de « servir » un Tomogara, qui en échange de leur service les « rechargera » en énergie. Un Rinne dont le maitre meurt est condamné à mourir car incapable de se nourrir par lui même.
- Torche (トーチ, Toochi?)

Humain dont l'énergie vitale a été dévorée. Elles sont créées dans le but d'absorber le choc de la disparition soudaine d'une trop grande quantité d'énergie vitale, ce qui risque de dérégler l'équilibre du monde. Une torche est reconnaissable à la flamme bleu qui brille à l'intérieur de leur corps quand on les regarde grâce à un certain hogu. La flamme va petit à petit s’amoindrir pour finalement s'éteindre. Pendant le processus, les gens oublient peu à peu la présence de la torche, jusqu’à totalement l'oublier à la « mort » de celle-ci.

## Light novel
Shakugan no Shana est à la base un light novel écrit par Yashichirō Takahashi et illustré par Noizi Itô. Il fut publié dans le magazine Dengeki Comics et commença le 9 novembre 2002 pour se finir le 10 octobre 2011 avec 22 tomes.
Une seconde série, Shakugan no Shana S, fut publiée entre juin 2005 et novembre 2012 et est constituée de 4 tomes.

### Shakugan no Shana
| no | Japonais                                    | Japonais          | Japonais          |
| no | Titre                                       | Date de sortie    | ISBN              |
| -- | ------------------------------------------- | ----------------- | ----------------- |
| 1  | Shakugan no Shana (灼眼のシャナ)            | 9 novembre 2002   | 978-4-8402-2218-1 |
| 2  | Shakugan no Shana II (灼眼のシャナII)       | 10 avril 2003     | 978-4-8402-2321-8 |
| 3  | Shakugan no Shana III (灼眼のシャナIII)     | 10 avril 2009     | 978-4-8402-2410-9 |
| 4  | Shakugan no Shana IV (灼眼のシャナIV)       | 9 août 2003       | 978-4-8402-2439-0 |
| 5  | Shakugan no Shana V (灼眼のシャナV)         | 10 novembre 2003  | 978-4-8402-2519-9 |
| 6  | Shakugan no Shana VI (灼眼のシャナVI)       | 10 février 2004   | 978-4-8402-2608-0 |
| 7  | Shakugan no Shana VII (灼眼のシャナVII)     | 10 juillet 2004   | 978-4-8402-2725-4 |
| 8  | Shakugan no Shana VIII (灼眼のシャナVIII)   | 10 octobre 2004   | 978-4-8402-2833-6 |
| 9  | Shakugan no Shana IX (灼眼のシャナIX)       | 10 février 2005   | 978-4-8402-2881-7 |
| 10 | Shakugan no Shana X (灼眼のシャナX)         | 10 septembre 2005 | 978-4-8402-3142-8 |
| 11 | Shakugan no Shana XI (灼眼のシャナXI)       | 10 novembre 2005  | 978-4-8402-3204-3 |
| 12 | Shakugan no Shana XII (灼眼のシャナXII)     | 10 février 2006   | 978-4-8402-3304-0 |
| 13 | Shakugan no Shana XIII (灼眼のシャナXIII)   | 10 septembre 2006 | 978-4-8402-3549-5 |
| 14 | Shakugan no Shana XIV (灼眼のシャナXIV)     | 10 février 2007   | 978-4-8402-3719-2 |
| 15 | Shakugan no Shana XV (灼眼のシャナXV)       | 10 août 2007      | 978-4-8402-3929-5 |
| 16 | Shakugan no Shana XVI (灼眼のシャナXVI)     | 10 novembre 2007  | 978-4-8402-4061-1 |
| 17 | Shakugan no Shana XVII (灼眼のシャナXVII)   | 10 novembre 2008  | 978-4-04-867341-9 |
| 18 | Shakugan no Shana XVIII (灼眼のシャナXVIII) | 10 février 2009   | 978-4-04-867521-5 |
| 19 | Shakugan no Shana XIX (灼眼のシャナXIX)     | 10 septembre 2009 | 978-4-04-868007-3 |
| 20 | Shakugan no Shana XX (灼眼のシャナXX)       | 10 avril 2010     | 978-4-04-868451-4 |
| 21 | Shakugan no Shana XXI (灼眼のシャナXXI)     | 10 novembre 2010  | 978-4-04-870050-4 |
| 22 | Shakugan no Shana XXII (灼眼のシャナXXII)   | 10 octobre 2011   | 978-4-04-870960-6 |

### Shakugan no Shana S
| no | Japonais                                  | Japonais         | Japonais          |
| no | Titre                                     | Date de sortie   | ISBN              |
| -- | ----------------------------------------- | ---------------- | ----------------- |
| 1  | Shakugan no Shana 0 (灼眼のシャナ0)       | 10 juin 2005     | 978-4-8402-3050-6 |
| 2  | Shakugan no Shana S (灼眼のシャナS)       | 10 juin 2006     | 978-4-8402-3442-9 |
| 3  | Shakugan no Shana SII (灼眼のシャナSII)   | 10 juin 2008     | 978-4-04-867085-2 |
| 4  | Shakugan no Shana SIII (灼眼のシャナSIII) | 10 novembre 2012 | 978-4-04-891085-9 |

## Manga

### Shakugan no Shana
- Auteur : Yashichiro Takahashi (高橋 弥七郎, Takahashi Yashichiro?)
- Mangaka : Ayato Sasakura (笹倉 綾人, Sasakura Ayato?)
- Character designer : Noizi Ito
- Nombre de volumes disponibles au Japon : 10
- Prépublié dans : Dengeki Daioh
- Publié par : MediaWorks
- Début de prépublication : 1er février 2005
- Première publication : 27 octobre 2005 - octobre 2011
- Statut : série terminée

### Shakugan no Shana X Eternal song -Harukanaru Uta-
- Auteur : Yashichiro Takahashi
- Mangaka : Shii Kiya
- Nombre de volumes disponibles au Japon : 3
- Prépublié dans : Dengeki maou
- Publié par : MediaWorks
- Première publication : 19 septembre 2007
- Statut : en cours de publication

## Anime

### Séries télévisées

#### Shakugan no Shana I
- Nombre d'épisodes : 24
- Durée : 25 minutes
- Première diffusion au Japon : 6 octobre 2005, sur plusieurs chaînes différentes.
- Réalisateur : Takashi Watanabe
- Auteurs : Yashichiro Takahashi
- Character designer : Mai Otsuka
- Studio d'animation : J.C. Staff
- Produit par : Shakugan no Shana Production Committee
- Statut : Diffusion terminée au Japon
- DVD : 8 + 2 (Prélude et Subete)

Cet anime a été précédé d'un DVD promotionnel nommé ~Prelude to Shana~.
Certains passages sont rejoués lors de petites séquences bonus sous le nom de Shakukan no Shana-tan (-tan étant un suffixe utilisé par les otaku pour les héroïnes d'anime), séquences où Shana est remplacée par une Shana miniature (chibi), à des fins comiques.
Un DVD en édition limitée, Anime « Shakugan no Shana » no subete (アニメ『灼眼のシャナ』ノ全テ) servant de guidebook (character file, story guide, des illustrations…) et contenant un épisode spécial Itadaki no Hecate-tan sur le modèle de Shakukan no Shana-tan, est également sorti.

#### Shakugan no Shana II (Second)
- Titre original : Shakugan no Shana Saison II (Second)
- Première diffusion au Japon : 5 octobre 2007
- Nombre d'épisodes : 24
- Durée : 25 minutes

#### Shakugan no Shana III (Final)
- Titre original : Shakugan no Shana III (Final)
- Première diffusion au Japon : 8 octobre 2011
- Nombre d'épisodes : 24
- Durée : 25 minutes

#### Liste des épisodes

##### Saison 1
| No | Titre français                               | Titre japonais             | Titre japonais                       | Date de 1re diffusion |
| No | Titre français                               | Kanji                      | Rōmaji                               | Date de 1re diffusion |
| -- | -------------------------------------------- | -------------------------- | ------------------------------------ | --------------------- |
| 1  | La fin de tout, le commencement d'une Chose  | 全ての終わり、一つの始まり | Subete no owari, hitotsu no hajimari | 9 octobre 2005        |
| 2  | Flamme ardente                               | 灯る炎                     | Tomoru honō                          | 16 octobre 2005       |
| 3  | La Torche et la Flame Haze                   | トーチとフレイムヘイズ     | Torch to Fureimu haze                | 23 octobre 2005       |
| 4  | La Flame Haze de l'Illusion                  | 惑いのフレイムヘイズ       | Madoi no Fureimu haze                | 30 octobre 2005       |
| 5  | Sentiments respectifs                        | それぞれの想い             | Sorezore no omoi                     | 6 novembre 2005       |
| 6  | Complication. Activation. Confrontation      | 交錯・発動・対決           | Kousaku - Hatsudō - Taiketsu         | 13 novembre 2005      |
| 7  | Les 2 Flame Haze                             | 二人のフレイムヘイズ       | Futari no Fureimu haze               | 20 novembre 2005      |
| 8  | Mon cher verre à pied                        | 麗しのゴブレット           | Uruwashi no goburetto                | 30 novembre 2005      |
| 9  | Piscine de l'amour et du désir               | 恋と欲望のプールサイド     | Koi to yokubō no pūruseido           | 4 décembre 2005       |
| 10 | Sentiments impliqués                         | 絡まる想い                 | Karamaru omoi                        | 11 décembre 2005      |
| 11 | Yūji, Shana et le baiser                     | 悠とシャナとキス           | Yūji to Shana to kisu                | 18 décembre 2005      |
| 12 | La fleur qui éclot dans le berceau           | ゆりかごに花は咲いて       | Yurikago ni hana wa saite            | 25 décembre 2005      |
| 13 | Déclaration de guerre à l'arrière de l'école | 校舎裏の宣戦布告           | Kōsha ura no sensenfukoku            | 8 janvier 2006        |
| 14 | Une personne formidable                      | 偉大なる者                 | Idainaru mono                        | 15 janvier 2006       |
| 15 | Le jour où la flamme est née                 | 炎の生まれた日             | Honō no namareta hi                  | 22 janvier 2006       |
| 16 | La Guerrière de Feu                          | 炎髪灼眼の討ち手           | Enpatsu Shakugan no uchite           | 29 janvier 2006       |
| 17 | Nouveau prologue                             | 新たなる序章               | Aratanaru josho                      | 5 février 2006        |
| 18 | Souhaits brisés                              | 砕ける願い                 | Kurakeru negai                       | 12 février 2006       |
| 19 | Au milieu de la bataille                     | 戦いの中で                 | Tadakai no nakade                    | 19 février 2006       |
| 20 | Welhelmina sans cœur                         | 非情のヴィルへルミナ       | Hijyou no Viruherumina               | 26 février 2006       |
| 21 | Pensées divergentes                          | 遠ざかる想い               | Tōzakaru omoi                        | 5 mars 2006           |
| 22 | Flamme vacillante                            | 揺らぐ炎                   | Yuragu honō                          | 12 mars 2006          |
| 23 | Bataille au Seirei-den                       | 星黎殿の戦い               | Seirei-den no tadakai                | 19 mars 2006          |
| 24 | Pensées écarlates                            | 紅蓮の想い                 | Guren no omoi                        | 26 mars 2006          |

##### Saison 2
| No | Titre français                            | Titre japonais         | Titre japonais           | Date de 1re diffusion |
| No | Titre français                            | Kanji                  | Rōmaji                   | Date de 1re diffusion |
| -- | ----------------------------------------- | ---------------------- | ------------------------ | --------------------- |
| 1  | Un temps pour un nouveau départ           | 再びの刻               | Futatabi no Koku         | 5 octobre 2007        |
| 2  | Le commencement de tout…                  | 全ての序章             | Subete no Joshō          | 12 octobre 2007       |
| 3  | Une nouvelle étudiante suspecte           | 疑惑の転校生           | Giwaku no Tenkōsei       | 19 octobre 2007       |
| 4  | Les filles mélancoliques                  | 憂いの少女達           | Urei no Shōjotachi       | 26 octobre 2007       |
| 5  | Le repas de famille                       | 家族の食卓             | Kazoku no Shokutaku      | 2 novembre 2007       |
| 6  | La nuit avant d'épreuve                   | 試練の前夜             | Shiren no Zenya          | 9 novembre 2007       |
| 7  | Ike Hayato, son jour de gloire            | 池速人, 栄光の日       | Ike Hayato, Eikō no Hi   | 16 novembre 2007      |
| 8  | La porte du passé                         | 過去への扉             | Kako e no Tobira         | 23 novembre 2007      |
| 9  | Jalon de pitié                            | 悲しみのマイルストーン | Kanashimi no Mairusutōn  | 30 novembre 2007      |
| 10 | Celui qui rentrait chez lui               | 帰って来た男           | Kaettekita Otoko         | 7 décembre 2007       |
| 11 | La promesse                               | 約束の二人             | Yakusoku no Futari       | 14 décembre 2007      |
| 12 | Le festival Seishû débute                 | 清秋祭始まる           | Seishū Sai Hajimaru      | 21 décembre 2007      |
| 13 | Convergence et illusions                  | 収束, そして兆し       | Shūsoku, Soshite Kizashi | 11 janvier 2008       |
| 14 | L'amoureux éternel                        | 永遠の恋人             | Eien no Koibito          | 18 janvier 2008       |
| 15 | Eveil                                     | 覚醒                   | Kakusei                  | 25 janvier 2008       |
| 16 | Amour éternel                             | つきせぬ想い           | Tsukisenu Omoi           | 1er février 2008      |
| 17 | Les chemins de chacun                     | それぞれの道           | Sorezore no Michi        | 8 février 2008        |
| 18 | Yûji déconcerté                           | 錯綜の悠二             | Sakusō no Yūji           | 15 février 2008       |
| 19 | Quelque chose qui ne pouvait pas être dit | 言えなかったこと       | Ienakatta Koto           | 22 février 2008       |
| 20 | Une guerre rose garance                   | 茜色の死闘             | Akaneiro no Shitō        | 29 février 2008       |
| 21 | Force unie                                | 合わさる力             | Awaseru Chikara          | 7 mars 2008           |
| 22 | Veille de noël                            | クリスマス•イブ        | Kurisumasu•Evu           | 14 mars 2008          |
| 23 | Accélération du danger                    | 星黎殿の戦い           | Kinan no Taidō           | 21 mars 2008          |
| 24 | Épilogue                                  | 守るべきもの           | Mamoru beki Mono         | 27 mars 2008          |

##### Saison 3
| No | Titre français                      | Titre japonais         | Titre japonais            | Date de 1re diffusion |
| No | Titre français                      | Kanji                  | Rōmaji                    | Date de 1re diffusion |
| -- | ----------------------------------- | ---------------------- | ------------------------- | --------------------- |
| 1  | L'existence perdue                  | 失われた存在           | Ushinawareta Sonzai       | 8 octobre 2011        |
| 2  | Ce qui doit arriver                 | 来るべきもの           | Kitaru beki Mono          | 15 octobre 2011       |
| 3  | Pour un nouveau départ              | 旅立つために           | Tabidatsu Tame Ni         | 22 octobre 2011       |
| 4  | Retrouvailles et nouvelle rencontre | 再会と、邂逅と         | Saikai to, Kaikou to      | 29 octobre 2011       |
| 5  | La Flame Haze en captivité          | 囚われのフレイムヘイズ | Toraware no Fureimu-heizu | 5 novembre 2011       |
| 6  | Dans le creux de la main            | 掌のなかに             | Тenohira no Naka ni       | 12 novembre 2011      |
| 7  | La Porte des Dieux                  | 神門                   | Shin Mon                  | 19 novembre 2011      |
| 8  | Le début de la Guerre               | 開戦                   | Kaisen                    | 26 novembre 2011      |
| 9  | Vers le Seirei-den                  | 星黎殿へ               | Serei-den Dono e          | 3 décembre 2011       |
| 10 | Kôsaten                             | 交差点                 | Kōsaten                   | 10 décembre 2011      |
| 11 | Les sentiments, je les entends      | 聞こえる、想い         | Kikoeru Omoi              | 17 décembre 2011      |
| 12 | La promesse                         | 誓いの言葉             | Chikai no Kotoba          | 24 décembre 2011      |
| 13 | D'une meurtrière à l'autre          | 狭間へと、狭間から     | Hazama e to Hazama Kara   | 7 janvier 2012        |
| 14 | La proclamation de la Mission       | 永遠の恋人             | Taimei Senpu              | 14 janvier 2012       |
| 15 | Déroute sous la pluie               | 雨中の敗走             | Uchū no Haisō             | 21 janvier 2012       |
| 16 | Vers un nouveau combat              | 再び、戦いへ           | Futatabi Tatakai e        | 29 janvier 2012       |
| 17 | Pour quelqu'un                      | 誰が為に               | Dare ga Tame ni           | 4 février 2012        |
| 18 | Le tourbillon des combats           | 闘争の渦               | Tōsō no Uzu               | 11 février 2012       |
| 19 | Celle qui invoque le Vent           | 彩飄が呼ぶもの         | Kaze ga Yobu Mono         | 18 février 2012       |
| 20 | Le monde embryonnaire               | 世界の卵               | Sekai no Tamago           | 25 février 2012       |
| 21 | Une seule logique                   | 一つの理               | Hitotsu no Ri             | 3 mars 2012           |
| 22 | Le rêve d'un étranger               | 異邦人の夢             | Ihōjin no Yume            | 10 mars 2012          |
| 23 | Le rêve du Dieu                     | 神の夢                 | Kami no Yume              | 17 mars 2012          |
| 24 | Un nouveau monde s'ouvre            | 涯てより開く           | Hate yori Hiraku          | 24 mars 2012          |

### OAV
- Titre original : Shakugan no Shana tokubetsuhen: koi to onsen no kōgai gakushū! (灼眼のシャナ 特別編 恋と温泉の校外学習！, Shakugan no Shana Chapitre spécial: Étude non-académique sur l'amour et les onsens!)
- Date de sortie : 8 décembre 2006
- Animation : J.C. Staff
- Réalisateur : Takashi Watanabe
- Musique : Kō Ōtani
- Character design : Mai Otsuka

### Shakugan No Shana S (OAV)
- Titre original : Shakugan no Shana S
- Première diffusion au Japon : 23 octobre 2009
- Nombre d'épisodes : 4
- Durée : 30 minutes

Annoncée par le magazine Newtype, Shakugan No Shana S est une série de 4 OAVs.

### Film d'animation
- Titre original actuel : Shakugan no Shana le film (劇場版 灼眼のシャナ, gekijōban shakugan no Shana)
- Animation : J.C. Staff
- Date de sortie : 4 avril 2007
- Sortie en DVD : 21 septembre 2007

### Musiques

#### Hishoku no sora (op1 single)
- Paroles et chant : Mami Kawada (川田 まみ, Kawada Mami?)
- Composition : Tomoyuki Nakazawa (中沢 伴行, Nakazawa Tomoyuki?)
- Arrangement : Tomoyuki Nakazawa

1. Hishoku no Sora (「緋色の空」, Ciel couleur écarlate) (coarrangé par Takeshi Ozaki (尾崎 武士, Ozaki Takeshi?)(Opening)
2. Another planet (note : titre en anglais dans le texte)
3. Another planet -twilight- (Arrangement de Maiko Iuchi)
4. Hishoku no Sora (instrumental)
5. Another planet (instrumental) (coarrangé par Takeshi Ozaki)

Vendu en coffret (un CD et un DVD -clip et making of-) limité ou édition normale, sans DVD, par Geneon Entertainment. Sortie le 9 novembre 2005.

#### Being (op2)
- Opening des épisodes 17 à 24
- Paroles et chant : KOTOKO
- Composition : KOTOKO
- Arrangement : Kazuya Takase (高瀬 一矢, Takase Kazuya?)

1. being
2. sekka no shinwa (雪華の神話, la légende de la fleur de neige?)
3. being (instrumental)
4. sekka no shinwa (雪華の神話) (instrumental)

Vendu en coffret (un CD et un DVD -clip et making of-) limité ou édition normale, sans DVD, par Geneon Entertainment. Sortie le 23 mars 2006.

#### Yoake umare kuru shōjo (ed1 single)
- Ending des épisodes 1 à 14
- Paroles et chant : Yōko Takahashi
- Arrangement et composition : Toshiyuki Omori

1. Yoake umare kuru shōjo (夜明け生まれ来る少女, La jeune fille née de l'aube?) (ending)
2. You are the one! (note : en anglais dans le texte)
3. Yoake umare kuru shōjo (instrumental)
4. You are the one! (instrumental)

#### Aka no seijaku (ed2)
- Ending des épisodes : 15 à 24
- Chanté par : Yōko Ishida

1. Aka no Seijaku (紅の静寂, calme pourpre?) (ending)
2. Grab the Chance ~Chance wo Tsukame!~
3. Aka no Seijaku (Instrumental)
4. Grab the Chance ~Chance wo Tsukame!~ (Instrumental)

Sortie le 8 février 2006.

#### OST1
- Compositeur : Ootani Kou sauf les génériques (voir plus haut)
- Anecdote : presque tous les noms de pistes sont en (mauvais) français.

1. SHANA
2. CONFUSION
3. LA PENSEE CE QUI EST FAIBLE
4. AMUSEMENT DE PERSONNE IDIOTE
5. IL SE REUNIT AU DEMON
6. PAYSAGE D'E L'ACCUMMULATION DE JOUR
7. FAISCEAU SAUTANT
8. DANSE DES FEE
9. MATIN CALME
10. DEBUT D'UN JOUR
11. VERITE
12. CROCHET D'ŒIL (le terme voulu était sans doute "Clin d'œil" ou "eyecatch", accroche)
13. DEFORMATION
14. INNOCENT
15. L'ABSOLU DECEDENT
16. BATAILLE
17. COMPREHENSION
18. VANITE
19. DESTRUCTION
20. POURSUITE
21. MYSTERIEUX
22. SERIEUX
23. REVEIL
24. Hishoku no sora ~TV SIZE~ (緋色の空)
25. Yoake umarekuru shôjo ~TV SIZE~ (夜明け生まれ来る少女)

### Doublage
- Rie Kugimiya (VF : Frédérique Marlot) : Shana ("Enpatsu Shakugan no Uchite" : La Guerrière de Feu)
- Satoshi Hino (VF : Jessie Lambotte) : Yūji Sakai
- Ayako Kawasumi : Kazumi Yoshida
- Hirofumi Nojima : Hayato Ike
- Hitomi Nabatame : Margery Daw (l'Interprête des Condoléances)
- Junichi Suwabe (VF : Frédéric Souterelle) : Friagne (le Chasseur)
- Kenji Nojima (VF : Nicolas Beaucaire) : Keisaku Satō
- Kenta Miyake : Sydonay
- Kimiko Koyama : Marianne
- Masashi Ebara : Alastor ("Tenjou no Gouka" : la Flamme Céleste)
- Masumi Asano : Yukari Hirai
- Mitsuo Iwata : Marchosias (Les Crocs de la Dévastation)
- Motomu Kiyokawa (VF : Constantin Pappas) : Rammie ("Shikabane Hiroi" : le Ramasseur de Cadavres)
- Ryoko Shiraishi : Sorath ("Aizen-ji")
- Takayuki Kondou : Eita Tanaka
- Tomo Sakurai : Chigusa Sakai
- Yukari Tamura (VF : Pascale Chemin) : Tiriel ("Aizen-ta")

## Produits dérivés
- Un artbook de Ayato Sasakura, 103 pages.
- Des lots de figurines.
- 1 album drama (fait avant la réalisation de l'anime, avec des seiyuus différents).
- 1 album OST et 4 singles (voir section Musiques).
- 3 albums drama-vocal-BMG avec les seiyuus de l'anime.
- Un jeu PS2 sorti le 23 mars 2006 au Japon. (Particularité : un nouveau personnage s'immisce dans le triangle "Yûji-Shana-Kasumi".)
- Un jeu Nintendo DS sorti le 29 mars 2007 au Japon.
- Le sailor fuku (uniforme d'écolière) de l'école (20 000 yens, ~200 €)
- Des T-shirts
- Des posters